# Gauchin-Légal

Gauchin-le-Gal este o comună în departamentul Pas-de-Calais, Franța. În 1 ianuarie 2022 avea o populație de 300 de locuitori.